# LTU International
LTU International – niemieckie linie lotnicze z siedzibą w Düsseldorfie.
Obsługiwały połączenia do miejsc turystycznych na całym świecie. Głównym węzłem komunikacyjnym był port lotniczy Düsseldorf.
W 2007 roku spółka LTU International została w całości przejęta przez Air Berlin. Nowy właściciel całkowicie wygasił markę LTU, od 1 maja 2009 roku wszystkie loty LTU oferowano pod firmą Air Berlin.